# Fitness

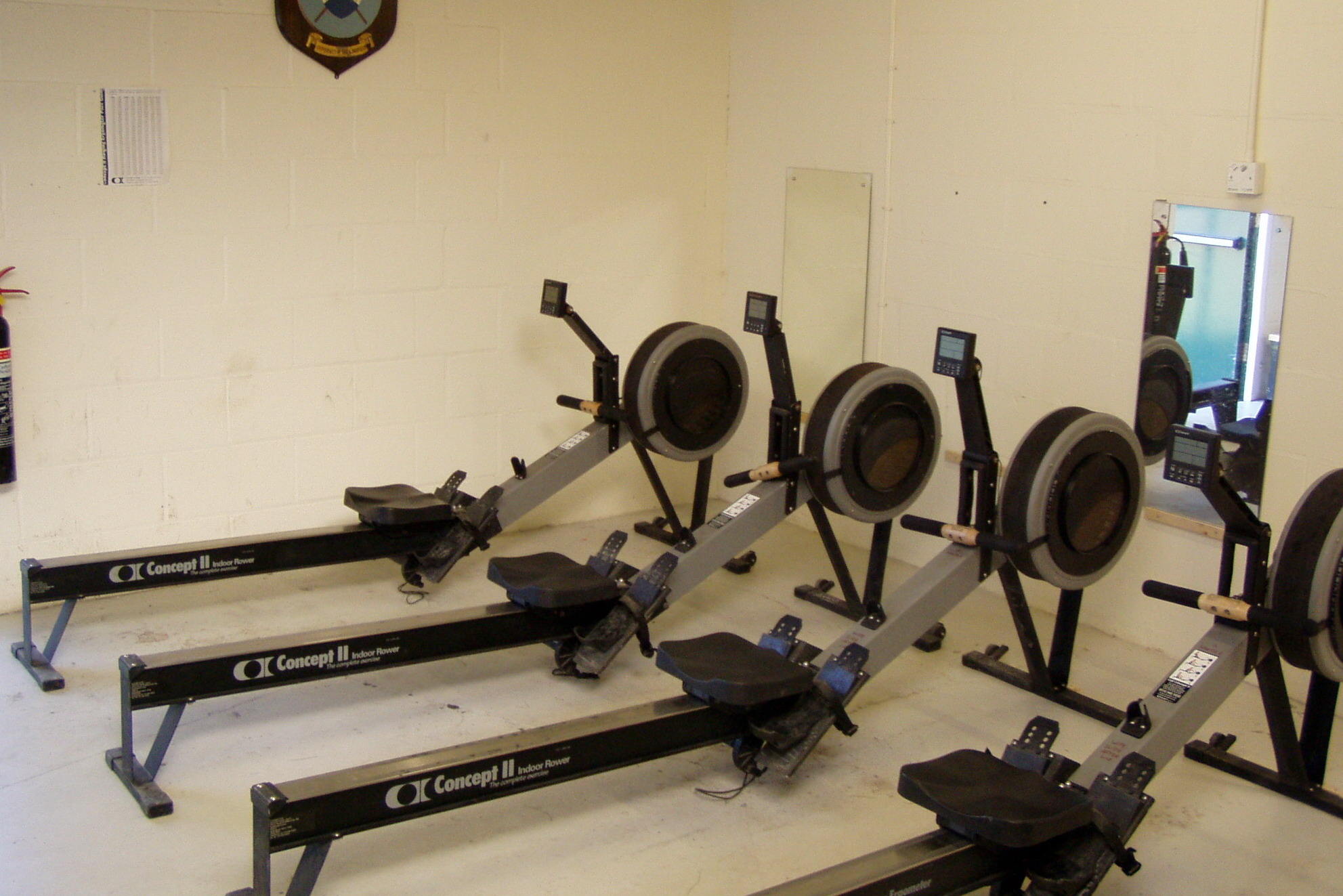
Roeiapparaten

Fitness is een lichaamsactiviteit gericht op onder andere het verbeteren van de conditie en vetverbranding, waarbij het eigen lichaam als weerstand kan dienen. Vaak wordt met fitness de activiteit bedoeld die bedreven wordt met behulp van zogenaamde fitnessapparaten. Dit kan onder andere in een fitnesscentrum, maar ook thuis of in de buitenlucht.

## Geschiedenis
Hoewel fitness de laatste decennia steeds meer aan populariteit wint, is het al duizenden jaren oud. De oorsprong van de fitness ligt in de Ayurveda, India. Destijds had het - vanuit de Hindoestaanse gezondheidsleer - als doel het lichaam en de geest in balans te brengen. In de 8e eeuw voor Christus richtten de Grieken een Gymnasion op. Deze plek was geschikt voor zowel het ontmoeten van anderen als het trainen van het lichaam. Volken zoals de Spartanen, Romeinen en Perzen gebruikten hetzelfde model.
Gedurende de middeleeuwen verdwenen de allereerste sportscholen en keerden pas weer terug rond 1800. Sindsdien heeft fitness veel ontwikkelingen doorgemaakt in een snel tempo. De allereerste sportschool in Maastricht werd al in 1885 geopend. De eerste bodybuilder ter wereld was de Duitser Eugen Sandow. Hij wordt ook wel de ontwikkelaar van het moderne bodybuilding genoemd. Sandow organiseerde in 1901 ook de eerste bodybuildingwedstrijd.

## Thuistraining
Er zijn niet altijd apparaten nodig om fitness te beoefenen. Er zijn genoeg oefeningen waar men alleen een stoel of flesje water voor nodig heeft. Oefeningen als touwtjespringen, stretching, opdrukken en buikspieroefeningen kunnen eenvoudig thuis gedaan worden. Er bestaan veel video's met instructies voor fitnessoefeningen die men thuis kan doen. Ook op televisie worden oefenprogramma's vertoond. Apparaten zoals een roeitrainer, hometrainer of drukbank maken het mogelijk thuis een volwaardig fitnessprogramma uit te voeren. Thuistraining was gewild toen in 2020 vanwege de coronapandemie de fitnesscentra maandenlang gesloten waren.

## Doel van fitness
Fitnesstraining kan voor vele doeleinden gebruikt worden:
- training ter ondersteuning van de gezondheid en algemene fitheid;
- training gericht op vetverbranding en afvallen (indoor cycling, aerobics, cardiofitness e.d.);
- training gericht op spiergroei (hypertrofie, bodybuilding) of toename van spierkracht.

## Cardio
Cardio betekent in het medisch jargon 'voor het hart' en is een afkorting voor cardiovasculaire training. Het is het type training waar het hart en longen sterker van worden en dus de cardiovasculaire toestand verbetert. Cardiofitness kan worden ingezet om de bloeddruk te verlagen, maar ook om af te vallen.

## Krachttraining
Krachttraining is een vorm van training waarbij spieren weerstand bieden tegen externe weerstand van gewicht of door zwaartekracht. Krachttraining zorgt voor de groei van de spiermassa en heeft daarmee een positieve invloed op de stofwisseling.
Regelmatige fitnesstraining is effectief gebleken om klachten van de volgende aandoeningen te voorkomen of te verminderen:
- Diabetes mellitus[2]
- Hypertensie[3]
- Hartfalen[4]
- COPD[5]
- Osteoporose[6]
- Depressie

## Buiten fitnessen

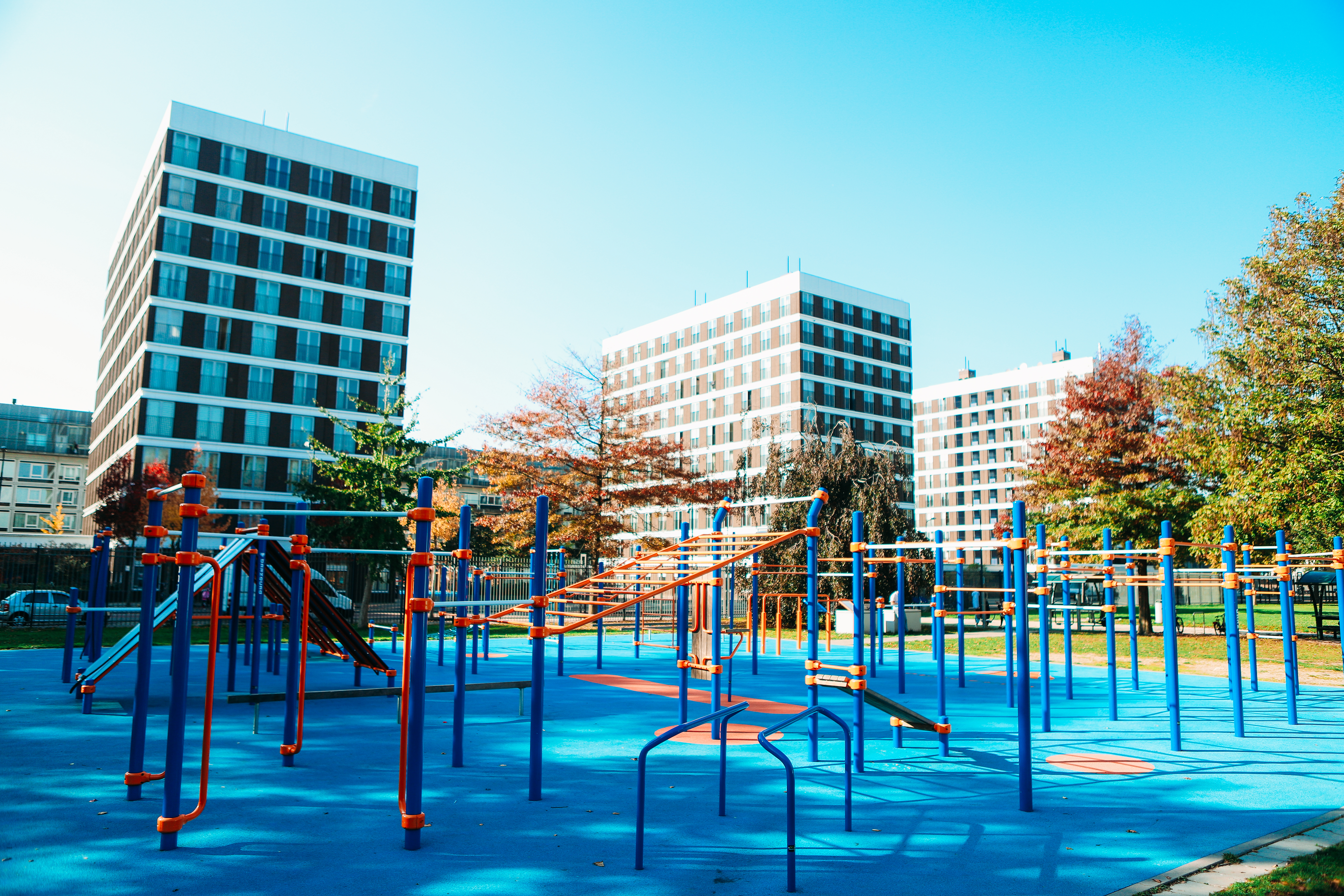
Calisthenics-park in Amsterdam in 2018

Fitnesstoestellen of andere oefenobjecten staan soms opgesteld in de openbare ruimte. Ze zijn meestal geplaatst door de gemeente of sportverenigingen en vrij te gebruiken. Een groep fitnesstoestellen in de buitenlucht wordt wel een 'beweegtuin' genoemd. In grote steden worden parken vaak gebruikt om te 'bootcampen'. Hierbij oefent een groep onder leiding van een trainer. Daarnaast zijn er zogenaamde 'calisthenics-parken' waar calisthenics beoefend kan worden.

## Fitnessapparaten
De apparaten waarmee men in fitnesscentra oefent, zijn erop gericht specifieke spiergroepen te gebruiken en blessures te voorkomen. Deze apparaten zijn specifiek voor fitness ontwikkeld en heten daarom "fitnessapparaten" of "fitnesstoestellen". Voorbeelden hiervan zijn de indoorroeier, de crosstrainer, de loopband en de hometrainer.

## Fitnessoefeningen
- Calf raises
- Chin-up
- Opdrukken
- Dumbbell Flexion Extension
- Optrekken
- Lunge
- Military press
- Shoulder press
- Squat
- Bankdrukken
- Tricep extension
- Biceps curl
- Leg press
- Deadlift